# Pictură murală în holul Spitalului Clinic Republican (Chișinău)
Pictura murală în holul Spitalului Clinic Republican este o pictură murală amplasată în interiorul Spitalului Clinic Republican, pe str. Nicolae Testemițanu, 29 în Chișinău, Republica Moldova. A fost un monument istoric și de artă de importanță națională inclus în Registrul monumentelor Republicii Moldova ocrotite de stat cu nr. 313 (municipiul Chișinău), până la excluderea acestuia în 2018. Datează din 1977.